# بابيون
البابيون ويطلق عليهم أيضا لقب (البيانيين) هم الناس الذين يدينون بالديانة البابية التي دعا إليها الميرزا علي محمد رضا الشيرازي الملقب بالباب .

## هذه قائمة باشهر الشخصيات البابية المعروفين بلقب حروف الحي
- الملا حسين بشروئي (أول من آمن بالباب ولقب بـ«باب الباب» )
- محمد حسن بشروئي
- محمد باقر بشروئي
- الملا علي البسطامي
- الملا خدابخش قجاني
- الملا حسن الباجستاني
- السيد [حسين اليزدي] - كاتب الباب
- الملا محمد روضة خان اليزدي
- سعيد الهندي
- الملا محمود الخوئي
- الملا جليل الأورومي
- الملا أحمد ابدال الماراقيي
- الملا باقر التبريزي
- الملا يوسف الأردبيلي
- الملا هادي قزويني
- الملا محمد علي القزويني
- فاطمة زرين تاج أم سلمى المعروفة بـالطاهرة
- الملا محمد علي البارفروشي

## أشهر الشخصيات التي تركت البابية
- حسين علي النوري المعروف لقب بهاء الله مؤسس البهائية (اما البهائيون فهم لايعتقدون أن بهاء الله قد ترك البابية بل يعتقدون أن البهائية هي ثمرة الديانة البابية)
- صبح الأزل - واسمه الحقيقي ميرزا يحيى نوري المازندراني وهو مؤسس البابية الأزلية (ويعتبر البعض ان البابية الازليه هي البابية نفسها)
- حسين اليزدي  - وهو كاتب الباب.